# Stor-Urtjärnen
Stor-Urtjärnen är en sjö i Bodens kommun i Norrbotten och ingår i Luleälvens huvudavrinningsområde. Sjön har en area på 0,0542 kvadratkilometer och ligger 169,2 meter över havet.

## Delavrinningsområde
Stor-Urtjärnen ingår i det delavrinningsområde (733786-174503) som SMHI kallar för Utloppet av Hapträsket. Medelhöjden är 205 meter över havet och ytan är 11,49 kvadratkilometer. Det finns inga avrinningsområden uppströms utan avrinningsområdet är högsta punkten. Kvarnbäcken som avvattnar avrinningsområdet har biflödesordning 2, vilket innebär att vattnet flödar genom totalt 2 vattendrag innan det når havet efter 76 kilometer. Avrinningsområdet består mestadels av skog (91 procent). Avrinningsområdet har 0,44 kvadratkilometer vattenytor vilket ger det en sjöprocent på 3,8 procent.